# Eroica (film, 1958)
Az Eroica (eredeti cím: Eroica; alcím: Symfonia bohaterska w dwóch częściach; Eroica − Hősi szimfónia két részben) Andrzej Munk lengyel rendező 1958-as filmje.
A filmet 1964. április 3-án mutatta be az NDK-ban a Neue Filmkunst forgalmazó cég Eroica − Poland 44 címmel, a Német Szövetségi Köztársaságban pedig 1966. november 7-én adta le a ZDF.
A film két epizódja (1. rész: Scherzo alla Polacca, 2. rész: Ostinato lugubre) a varsói felkelés eseményeit és a német hadifogolytáborban bebörtönzött lengyel tisztek sorsát meséli el a felkelés utáni időszakban. A film forgatókönyve a lengyel író, Jerzy Stefan Stawiński Węgrzy (Magyarok) és Ucieczka (A menekülés) című novellái alapján készült.
A harmadik epizódot is leforgatták, de később Munk bemutatásra alkalmatlannak ítélte, és nem integrálta a végső változatba.
Az Eroica cím Beethoven 3. szimfóniájára utal. A film cselekményéhez hasonlóan a cím is a hamis és kudarcot vallott hősi mítoszokról mesél egy adott korszak kollektív tudatában. Az a tény, hogy a tervezett harmadik epizód nem került be a filmbe, egy tökéletlen szimfónia benyomását erősíti, amely a scherzóval kezdődik, majd hirtelen egy szomorú ostinatóval ér véget.

## Epizódok
- 1. rész: Magyarok. A lengyel ellenállás egyik tagja többször is kockáztatja az életét, mert fontos feladata van: egy egész magyar hadtest átállását kellene megoldania. Aztán csak kiderül, hogy a parancsnokság teljesen közömbös az elérhető előny iránt.
- 2. rész: A szökevény legendája. Egy hadifogolytáborban már sok éve raboskodókban az tartja a lelket, hogy korábban egyik fogolytársuknak már sikerült megszöknie. Hősként beszélgetnek egyre róla. A „szökevény” azonban még náluk is szörnyűbb körülmények között bujkál barakkjuk padlásán egy szűk csőben.

## Díjak
- 1959, Mar del Plata Film Festival
  - FIPRESCI-díj:[4] Andrzej Munk
  - Legjobb forgatókönyv: Jerzy Stefan Stawinski
  - Kritikusok Nagydíja: legjobb film (Andrzej Munk)
  - Kritikusok Nagydíja: legjobb rendező (Andrzej Munk)
  - Kritikusok Nagydíja: legjobb forgatókönyv (Jerzy Stefan Stawinski)